# Giro d'Italia 2024
Giro d'Italia 2024 var den 107. udgave af Giro d'Italia. Den italienske Grand Tour startede den 4. maj 2024, og blev afsluttet 26. maj.
Den 9. oktober 2023 blev Grande Partenza præsenteret og de tre første etaper skulle foregå i Piemonte-regionen. Resten af ruten blev offentliggjort 13. oktober.

## Etaper
| Etape     | Dato    | Start – Mål                                      | type              | Afstand (km) | Elevation (m) | Etapevinder            | Førende rytter   |
| --------- | ------- | ------------------------------------------------ | ----------------- | ------------ | ------------- | ---------------------- | ---------------- |
| 1. etape  | 4. maj  | Venaria Reale – Torino                           | kuperet etape     | 140          | 1.850 m       | Jhonatan Narváez       | Jhonatan Narváez |
| 2. etape  | 5. maj  | San Francesco al Campo – Sacro Monte di Oropa    | middel bjergetape | 161          | 2.300 m       | Tadej Pogačar          | Tadej Pogačar    |
| 3. etape  | 6. maj  | Novara – Fossano                                 | flad etape        | 166          | 750 m         | Tim Merlier            | Tadej Pogačar    |
| 4. etape  | 7. maj  | Acqui Terme – Andora                             | kuperet etape     | 190          | 1.700 m       | Jonathan Milan         | Tadej Pogačar    |
| 5. etape  | 8. maj  | Genova – Lucca                                   | kuperet etape     | 178          | 1.700 m       | Benjamin Thomas        | Tadej Pogačar    |
| 6. etape  | 9. maj  | Viareggio – Rapolano Terme                       | kuperet etape     | 180          | 1.900 m       | Pelayo Sánchez         | Tadej Pogačar    |
| 7. etape  | 10. maj | Foligno – Perugia                                | enkeltstart       | 40,6         | 400 m         | Tadej Pogačar          | Tadej Pogačar    |
| 8. etape  | 11. maj | Spoleto – Prati di Tivo                          | bjergetape        | 152          | 3.850 m       | Tadej Pogačar          | Tadej Pogačar    |
| 9. etape  | 12. maj | Avezzano – Napoli                                | flad etape        | 214          | 1.300 m       | Olav Kooij             | Tadej Pogačar    |
|           | 13. maj | Hviledag                                         | Hviledag          |              |               |                        |                  |
| 10. etape | 14. maj | Pompei – Cusano Mutri                            | bjergetape        | 142          | 2.850 m       | Valentin Paret-Peintre | Tadej Pogačar    |
| 11. etape | 15. maj | Foiano di Val Fortore – Francavilla al Mare      | flad etape        | 207          | 1.850 m       | Jonathan Milan         | Tadej Pogačar    |
| 12. etape | 16. maj | Martinsicuro – Fano                              | kuperet etape     | 193          | 2.100 m       | Julian Alaphilippe     | Tadej Pogačar    |
| 13. etape | 17. maj | Riccione – Cento                                 | flad etape        | 179          | 150 m         | Jonathan Milan         | Tadej Pogačar    |
| 14. etape | 18. maj | Castiglione delle Stiviere – Desenzano del Garda | enkeltstart       | 31,2         | 100 m         | Filippo Ganna          | Tadej Pogačar    |
| 15. etape | 19. maj | Manerba del Garda – Livigno                      | bjergetape        | 222          | 5.400 m       | Tadej Pogačar          | Tadej Pogačar    |
|           | 20. maj | Hviledag                                         | Hviledag          |              |               |                        |                  |
| 16. etape | 21. maj | Laas – Santa Cristina Valgardena                 | bjergetape        | 118,4        | 2.151 m       | Tadej Pogačar          | Tadej Pogačar    |
| 17. etape | 22. maj | Selva di Val Gardena – Passo Brocon              | bjergetape        | 159          | 4.200 m       | Georg Steinhauser      | Tadej Pogačar    |
| 18. etape | 23. maj | Fiera di Primiero – Padova                       | flad etape        | 178          | 550 m         | Tim Merlier            | Tadej Pogačar    |
| 19. etape | 24. maj | Mortegliano – Sappada                            | middel bjergetape | 157          | 2.850 m       | Andrea Vendrame        | Tadej Pogačar    |
| 20. etape | 25. maj | Alpago – Bassano del Grappa                      | bjergetape        | 184          | 4.200 m       | Tadej Pogačar          | Tadej Pogačar    |
| 21. etape | 26. maj | Rom – Rom                                        | flad etape        | 125          | 300 m         | Tim Merlier            | Tadej Pogačar    |

## Trøjernes fordeling gennem løbet
| Etape     |                   | Vinder _               | Samlede stilling | Pointtrøje       | Bjergtrøje       | Ungdomstrøje      | Mest angrebsivrige      | Indlagt spurt _    | Udbrud _         | Holdkonkurrence _          |
| --------- | ----------------- | ---------------------- | ---------------- | ---------------- | ---------------- | ----------------- | ----------------------- | ------------------ | ---------------- | -------------------------- |
| 1. etape  | kuperet etape     | Jhonatan Narváez       | Jhonatan Narváez | Jhonatan Narváez | Lilian Calmejane | Alex Baudin       | Amanuel Ghebreigzabhier | Damiano Caruso     | Lilian Calmejane | Ineos Grenadiers           |
| 2. etape  | middel bjergetape | Tadej Pogačar          | Tadej Pogačar    | Filippo Fiorelli | Tadej Pogačar    | Cian Uijtdebroeks | Andrea Piccolo          | Andrea Piccolo     | Filippo Fiorelli | Bora-Hansgrohe             |
| 3. etape  | flad etape        | Tim Merlier            | Tadej Pogačar    | Tim Merlier      | Tadej Pogačar    | Cian Uijtdebroeks | Filippo Fiorelli        | Filippo Fiorelli   | Lilian Calmejane | Bora-Hansgrohe             |
| 4. etape  | kuperet etape     | Jonathan Milan         | Tadej Pogačar    | Jonathan Milan   | Tadej Pogačar    | Cian Uijtdebroeks | Francisco Muñoz         | Filippo Fiorelli   | Lilian Calmejane | Ineos Grenadiers           |
| 5. etape  | kuperet etape     | Benjamin Thomas        | Tadej Pogačar    | Jonathan Milan   | Tadej Pogačar    | Cian Uijtdebroeks | Mattia Bais             | Filippo Fiorelli   | Lilian Calmejane | Ineos Grenadiers           |
| 6. etape  | kuperet etape     | Pelayo Sánchez         | Tadej Pogačar    | Jonathan Milan   | Tadej Pogačar    | Cian Uijtdebroeks | Julian Alaphilippe      | Filippo Fiorelli   | Lilian Calmejane | Ineos Grenadiers           |
| 7. etape  | enkeltstart       | Tadej Pogačar          | Tadej Pogačar    | Jonathan Milan   | Tadej Pogačar    | Luke Plapp        | ikke uddelt             | Filippo Fiorelli   | Lilian Calmejane | Ineos Grenadiers           |
| 8. etape  | bjergetape        | Tadej Pogačar          | Tadej Pogačar    | Jonathan Milan   | Tadej Pogačar    | Cian Uijtdebroeks | Romain Bardet           | Filippo Fiorelli   | Lilian Calmejane | Decathlon-AG2R La Mondiale |
| 9. etape  | flad etape        | Olav Kooij             | Tadej Pogačar    | Jonathan Milan   | Tadej Pogačar    | Cian Uijtdebroeks | Mirco Maestri           | Filippo Fiorelli   | Andrea Pietrobon | Decathlon-AG2R La Mondiale |
| 10. etape | bjergetape        | Valentin Paret-Peintre | Tadej Pogačar    | Jonathan Milan   | Tadej Pogačar    | Cian Uijtdebroeks | Jan Tratnik             | Filippo Fiorelli   | Andrea Pietrobon | Decathlon-AG2R La Mondiale |
| 11. etape | flad etape        | Jonathan Milan         | Tadej Pogačar    | Jonathan Milan   | Tadej Pogačar    | Antonio Tiberi    | Edoardo Affini          | Filippo Fiorelli   | Andrea Pietrobon | Decathlon-AG2R La Mondiale |
| 12. etape | kuperet etape     | Julian Alaphilippe     | Tadej Pogačar    | Jonathan Milan   | Tadej Pogačar    | Antonio Tiberi    | Julian Alaphilippe      | Julian Alaphilippe | Andrea Pietrobon | Decathlon-AG2R La Mondiale |
| 13. etape | flad etape        | Jonathan Milan         | Tadej Pogačar    | Jonathan Milan   | Tadej Pogačar    | Antonio Tiberi    | Andrea Pietrobon        | Andrea Pietrobon   | Andrea Pietrobon | Decathlon-AG2R La Mondiale |
| 14. etape | enkeltstart       | Filippo Ganna          | Tadej Pogačar    | Jonathan Milan   | Tadej Pogačar    | Antonio Tiberi    | ikke uddelt             | Andrea Pietrobon   | Andrea Pietrobon | Ineos Grenadiers           |
| 15. etape | bjergetape        | Tadej Pogačar          | Tadej Pogačar    | Jonathan Milan   | Tadej Pogačar    | Antonio Tiberi    | Nairo Quintana          | Andrea Pietrobon   | Andrea Pietrobon | Ineos Grenadiers           |
| 16. etape | bjergetape        | Tadej Pogačar          | Tadej Pogačar    | Jonathan Milan   | Tadej Pogačar    | Antonio Tiberi    | Julian Alaphilippe      | Andrea Pietrobon   | Andrea Pietrobon | Decathlon-AG2R La Mondiale |
| 17. etape | bjergetape        | Georg Steinhauser      | Tadej Pogačar    | Jonathan Milan   | Tadej Pogačar    | Antonio Tiberi    | Nairo Quintana          | Andrea Pietrobon   | Andrea Pietrobon | Decathlon-AG2R La Mondiale |
| 18. etape | flad etape        | Tim Merlier            | Tadej Pogačar    | Jonathan Milan   | Tadej Pogačar    | Antonio Tiberi    | Mirco Maestri           | Andrea Pietrobon   | Andrea Pietrobon | Decathlon-AG2R La Mondiale |
| 19. etape | middel bjergetape | Andrea Vendrame        | Tadej Pogačar    | Jonathan Milan   | Tadej Pogačar    | Antonio Tiberi    | Julian Alaphilippe      | Julian Alaphilippe | Andrea Pietrobon | Decathlon-AG2R La Mondiale |
| 20. etape | bjergetape        | Tadej Pogačar          | Tadej Pogačar    | Jonathan Milan   | Tadej Pogačar    | Antonio Tiberi    | Giulio Pellizzari       | Andrea Pietrobon   | Andrea Pietrobon | Decathlon-AG2R La Mondiale |
| 21. etape | flad etape        | Tim Merlier            | Tadej Pogačar    | Jonathan Milan   | Tadej Pogačar    | Antonio Tiberi    | Ewen Costiou            | Andrea Pietrobon   | Andrea Pietrobon | Decathlon-AG2R La Mondiale |
| Samlet    | Samlet            |                        | Tadej Pogačar    | Jonathan Milan   | Tadej Pogačar    | Antonio Tiberi    | Julian Alaphilippe      | Andrea Pietrobon   | Andrea Pietrobon | Decathlon-AG2R La Mondiale |

## Resultater

### Samlede stilling
| \| Samlede stilling \| Samlede stilling \| Samlede stilling \| Samlede stilling \| Samlede stilling \| \| Rytter \| Rytter \| Hold \| Tid \| \| \| ---------------- \| ---------------------- \| ----------------------------- \| ---------------- \| ---------------- \| \| 1. \| Tadej Pogačar \| UAE Team Emirates \| 79t 14' 03" \| \| \| 2. \| Daniel Martínez \| Bora-Hansgrohe \| + 9' 56" \| \| \| 3. \| Geraint Thomas \| Ineos Grenadiers \| + 10' 24" \| \| \| 4. \| Ben O'Connor \| Decathlon-AG2R La Mondiale \| + 12' 07" \| \| \| 5. \| Antonio Tiberi \| Bahrain Victorious \| + 12' 49" \| \| \| 6. \| Thymen Arensman \| Ineos Grenadiers \| + 14' 31" \| \| \| 7. \| Einer Rubio \| Movistar Team \| + 15' 52" \| \| \| 8. \| Jan Hirt \| Soudal Quick-Step \| + 18' 05" \| \| \| 9. \| Romain Bardet \| Team dsm-firmenich PostNL \| + 20' 32" \| \| \| 10. \| Michael Storer \| Tudor Pro Cycling Team \| + 21' 11" \| \| \| 11. \| Filippo Zana \| Team Jayco AlUla \| + 23' 59" \| \| \| 12. \| Lorenzo Fortunato \| Astana Qazaqstan Team \| + 26' 44" \| \| \| 13. \| Davide Piganzoli \| Team Polti Kometa \| + 32' 23" \| \| \| 14. \| Simon Geschke \| Cofidis \| + 33' 55" \| \| \| 15. \| Rafał Majka \| UAE Team Emirates \| + 37' 05" \| \| \| 16. \| Valentin Paret-Peintre \| Decathlon-AG2R La Mondiale \| + 43' 26" \| \| \| 17. \| Damiano Caruso \| Bahrain Victorious \| + 48' 16" \| \| \| 18. \| Luca Covili \| VF Group-Bardiani CSF-Faizanè \| + 51' 08" \| \| \| 19. \| Nairo Quintana \| Movistar Team \| + 54' 37" \| \| \| 20. \| Domenico Pozzovivo \| VF Group-Bardiani CSF-Faizanè \| + 56' 32" \| \| \| 21. \| Alex Baudin \| Decathlon-AG2R La Mondiale \| + 1t 00' 47" \| \| \| 22. \| Attila Valter \| Team Visma \\| Lease a Bike \| + 1t 04' 46" \| \| \| 23. \| Nicola Conci \| Alpecin-Deceuninck \| + 1t 09' 10" \| \| \| 24. \| Giovanni Aleotti \| Bora-Hansgrohe \| + 1t 13' 03" \| \| \| 25. \| Michel Ries \| Arkéa-B&B Hotels \| + 1t 20' 06" \| \| |                        |                               |              |
| |                        |                               |              |
| Kilde: ProCyclingStats |                        |                               |              |
| Samlede stilling |                        |                               |              |
| Rytter | Rytter                 | Hold                          | Tid          |
| 1. | Tadej Pogačar          | UAE Team Emirates             | 79t 14' 03"  |
| 2. | Daniel Martínez        | Bora-Hansgrohe                | + 9' 56"     |
| 3. | Geraint Thomas         | Ineos Grenadiers              | + 10' 24"    |
| 4. | Ben O'Connor           | Decathlon-AG2R La Mondiale    | + 12' 07"    |
| 5. | Antonio Tiberi         | Bahrain Victorious            | + 12' 49"    |
| 6. | Thymen Arensman        | Ineos Grenadiers              | + 14' 31"    |
| 7. | Einer Rubio            | Movistar Team                 | + 15' 52"    |
| 8. | Jan Hirt               | Soudal Quick-Step             | + 18' 05"    |
| 9. | Romain Bardet          | Team dsm-firmenich PostNL     | + 20' 32"    |
| 10. | Michael Storer         | Tudor Pro Cycling Team        | + 21' 11"    |
| 11. | Filippo Zana           | Team Jayco AlUla              | + 23' 59"    |
| 12. | Lorenzo Fortunato      | Astana Qazaqstan Team         | + 26' 44"    |
| 13. | Davide Piganzoli       | Team Polti Kometa             | + 32' 23"    |
| 14. | Simon Geschke          | Cofidis                       | + 33' 55"    |
| 15. | Rafał Majka            | UAE Team Emirates             | + 37' 05"    |
| 16. | Valentin Paret-Peintre | Decathlon-AG2R La Mondiale    | + 43' 26"    |
| 17. | Damiano Caruso         | Bahrain Victorious            | + 48' 16"    |
| 18. | Luca Covili            | VF Group-Bardiani CSF-Faizanè | + 51' 08"    |
| 19. | Nairo Quintana         | Movistar Team                 | + 54' 37"    |
| 20. | Domenico Pozzovivo     | VF Group-Bardiani CSF-Faizanè | + 56' 32"    |
| 21. | Alex Baudin            | Decathlon-AG2R La Mondiale    | + 1t 00' 47" |
| 22. | Attila Valter          | Team Visma \| Lease a Bike    | + 1t 04' 46" |
| 23. | Nicola Conci           | Alpecin-Deceuninck            | + 1t 09' 10" |
| 24. | Giovanni Aleotti       | Bora-Hansgrohe                | + 1t 13' 03" |
| 25. | Michel Ries            | Arkéa-B&B Hotels              | + 1t 20' 06" |

### Pointkonkurrencen
| Pointkonkurrence | Pointkonkurrence      | Pointkonkurrence              | Pointkonkurrence | Pointkonkurrence |
| Rytter           | Rytter                | Hold                          | Point            |                  |
| ---------------- | --------------------- | ----------------------------- | ---------------- | ---------------- |
| 1.               | Jonathan Milan        | Lidl-Trek                     | 352 point        |                  |
| 2.               | Kaden Groves          | Alpecin-Deceuninck            | 225 point        |                  |
| 3.               | Tim Merlier           | Soudal Quick-Step             | 193 point        |                  |
| 4.               | Julian Alaphilippe    | Soudal Quick-Step             | 132 point        |                  |
| 5.               | Tadej Pogačar         | UAE Team Emirates             | 126 point        |                  |
| 6.               | Andrea Pietrobon      | Team Polti Kometa             | 117 point        |                  |
| 7.               | Filippo Fiorelli      | VF Group-Bardiani CSF-Faizanè | 116 point        |                  |
| 8.               | Davide Ballerini      | Astana Qazaqstan Team         | 84 point         |                  |
| 9.               | Jhonatan Narváez      | Ineos Grenadiers              | 80 point         |                  |
| 10.              | Stanisław Aniołkowski | Cofidis                       | 78 point         |                  |

### Bjergkonkurrencen
| Bjergkonkurrence | Bjergkonkurrence        | Bjergkonkurrence              | Bjergkonkurrence | Bjergkonkurrence |
| Rytter           | Rytter                  | Hold                          | Point            |                  |
| ---------------- | ----------------------- | ----------------------------- | ---------------- | ---------------- |
| 1.               | Tadej Pogačar           | UAE Team Emirates             | 270 point        |                  |
| 2.               | Giulio Pellizzari       | VF Group-Bardiani CSF-Faizanè | 206 point        |                  |
| 3.               | Georg Steinhauser       | EF Education-EasyPost         | 153 point        |                  |
| 4.               | Nairo Quintana          | Movistar Team                 | 114 point        |                  |
| 5.               | Julian Alaphilippe      | Soudal Quick-Step             | 101 point        |                  |
| 6.               | Daniel Martínez         | Bora-Hansgrohe                | 81 point         |                  |
| 7.               | Simon Geschke           | Cofidis                       | 78 point         |                  |
| 8.               | Valentin Paret-Peintre  | Decathlon-AG2R La Mondiale    | 59 point         |                  |
| 9.               | Romain Bardet           | Team dsm-firmenich PostNL     | 47 point         |                  |
| 10.              | Amanuel Ghebreigzabhier | Lidl-Trek                     | 42 point         |                  |

### Ungdomskonkurrencen
| Ungdomskonkurrence | Ungdomskonkurrence     | Ungdomskonkurrence         | Ungdomskonkurrence | Ungdomskonkurrence |
| Rytter             | Rytter                 | Hold                       | Tid                |                    |
| ------------------ | ---------------------- | -------------------------- | ------------------ | ------------------ |
| 1.                 | Antonio Tiberi         | Bahrain Victorious         | 79t 26' 52"        |                    |
| 2.                 | Thymen Arensman        | Ineos Grenadiers           | + 1' 42"           |                    |
| 3.                 | Filippo Zana           | Team Jayco AlUla           | + 11' 10"          |                    |
| 4.                 | Davide Piganzoli       | Team Polti Kometa          | + 19' 34"          |                    |
| 5.                 | Valentin Paret-Peintre | Decathlon-AG2R La Mondiale | + 30' 37"          |                    |
| 6.                 | Alex Baudin            | Decathlon-AG2R La Mondiale | + 47' 58"          |                    |
| 7.                 | Giovanni Aleotti       | Bora-Hansgrohe             | + 1t 00' 14"       |                    |
| 8.                 | Edoardo Zambanini      | Bahrain Victorious         | + 1t 13' 07"       |                    |
| 9.                 | Kevin Vermaerke        | Team dsm-firmenich PostNL  | + 1t 20' 52"       |                    |
| 10.                | Mauri Vansevenant      | Soudal Quick-Step          | + 1t 34' 54"       |                    |

### Holdkonkurrencen
| Holdkonkurrence | Holdkonkurrence               | Holdkonkurrence | Holdkonkurrence |
| Hold            | Hold                          | Tid             |                 |
| --------------- | ----------------------------- | --------------- | --------------- |
| 1.              | Decathlon-AG2R La Mondiale    | 238t 30' 07"    |                 |
| 2.              | Ineos Grenadiers              | + 44' 23"       |                 |
| 3.              | UAE Team Emirates             | + 1t 01' 50"    |                 |
| 4.              | Bahrain Victorious            | + 1t 20' 25"    |                 |
| 5.              | Movistar Team                 | + 1t 51' 00"    |                 |
| 6.              | Astana Qazaqstan Team         | + 1t 58' 31"    |                 |
| 7.              | VF Group-Bardiani CSF-Faizané | + 2t 16' 59"    |                 |
| 8.              | Team dsm-firmenich PostNL     | + 2t 18' 50"    |                 |
| 9.              | Bora-Hansgrohe                | + 2t 45' 37"    |                 |
| 10.             | Soudal Quick-Step             | + 2t 58' 22"    |                 |

## Hold
| UCI WorldTeams (18)- Alpecin-Deceuninck - Arkéa-B&B Hotels - Astana Qazaqstan Team - Bahrain Victorious - Bora-Hansgrohe - Cofidis - Decathlon-AG2R La Mondiale - EF Education-EasyPost - Groupama-FDJ - Ineos Grenadiers - Intermarché-Wanty - Lidl-Trek - Movistar Team - Soudal Quick-Step - Team dsm-firmenich PostNL - Team Jayco AlUla - Team Visma \| Lease a Bike - UAE Team Emirates UCI ProTeams (4)- Israel-Premier Tech - Polti Kometa - Tudor Pro Cycling Team - VF Group-Bardiani CSF-Faizané |
| |

### Danske ryttere
| Danske ryttere på startlisten |                      |                           |           |
| Rygnummer                     | Rytter               | Hold                      | Placering |
| 75                            | Mikkel Honoré        | EF Education-EasyPost     | 62        |
| 78                            | Michael Valgren      | EF Education-EasyPost     | 38        |
| 142                           | Tobias Lund Andresen | Team DSM-Firmenich PostNL | 140       |
| 184                           | Alexander Kamp       | Tudor Pro Cycling         | 110       |
| 193                           | Mikkel Bjerg         | UAE Team Emirates         | 108       |

* DNF = gennemførte ikke

### Startliste
| Ineos Grenadiers IGD | Ineos Grenadiers IGD              | Ineos Grenadiers IGD |
| -------------------- | --------------------------------- | -------------------- |
| Nr.                  | Rytter                            | Placering            |
| 1                    | Geraint Thomas (GBR)              | 3.                   |
| 2                    | Thymen Arensman (NED)             | 6.                   |
| 3                    | Tobias Foss (NOR)                 | 79.                  |
| 4                    | Filippo Ganna (ITA) (enkeltstart) | 101.                 |
| 5                    | Jhonatan Narváez (ECU) (landevej) | 28.                  |
| 6                    | Magnus Sheffield (USA)            | 59.                  |
| 7                    | Ben Swift (GBR)                   | 58.                  |
| 8                    | Connor Swift (GBR)                | 83.                  |

| Alpecin-Deceuninck ADC | Alpecin-Deceuninck ADC      | Alpecin-Deceuninck ADC |
| ---------------------- | --------------------------- | ---------------------- |
| Nr.                    | Rytter                      | Placering              |
| 11                     | Kaden Groves (AUS)          | 91.                    |
| 12                     | Tobias Bayer (AUT)          | 96.                    |
| 13                     | Nicola Conci (ITA)          | 23.                    |
| 14                     | Quinten Hermans (BEL)       | 53.                    |
| 15                     | Jimmy Janssens (BEL)        | 84.                    |
| 16                     | Timo Kielich (BEL)          | 111.                   |
| 17                     | Edward Planckaert (BEL)     | 95.                    |
| 18                     | Fabio Van den Bossche (BEL) | 107.                   |

| Arkéa-B&B Hotels ARK | Arkéa-B&B Hotels ARK   | Arkéa-B&B Hotels ARK |
| -------------------- | ---------------------- | -------------------- |
| Nr.                  | Rytter                 | Placering            |
| 21                   | Jenthe Biermans (BEL)  | DNS-16               |
| 22                   | Louis Barré (FRA)      | DNS-11               |
| 23                   | Ewen Costiou (FRA)     | 90.                  |
| 24                   | David Dekker (NED)     | DNF-17               |
| 25                   | Donavan Grondin (FRA)  | 119.                 |
| 26                   | Michel Ries (LUX)      | 25.                  |
| 27                   | Alan Riou (FRA)        | 142.                 |
| 28                   | Alessandro Verre (ITA) | 73.                  |

| Astana Qazaqstan Team AST | Astana Qazaqstan Team AST                        | Astana Qazaqstan Team AST |
| ------------------------- | ------------------------------------------------ | ------------------------- |
| Nr.                       | Rytter                                           | Placering                 |
| 31                        | Aleksej Lutsenko (KAZ) (landevej og enkeltstart) | DNS-9                     |
| 32                        | Davide Ballerini (ITA)                           | 70.                       |
| 33                        | Lorenzo Fortunato (ITA)                          | 12.                       |
| 34                        | Max Kanter (GER)                                 | DNS-10                    |
| 35                        | Henok Mulubrhan (ERI) (landevej)                 | 47.                       |
| 36                        | Vadim Pronskij (KAZ)                             | DNS-15                    |
| 37                        | Cristian Scaroni (ITA)                           | DNS-18                    |
| 38                        | Simone Velasco (ITA) (landevej)                  | 32.                       |

| Bora-Hansgrohe BOH | Bora-Hansgrohe BOH                  | Bora-Hansgrohe BOH |
| ------------------ | ----------------------------------- | ------------------ |
| Nr.                | Rytter                              | Placering          |
| 41                 | Daniel Martínez (COL) (enkeltstart) | 2.                 |
| 42                 | Giovanni Aleotti (ITA)              | 24.                |
| 43                 | Patrick Gamper (AUT)                | 86.                |
| 44                 | Jonas Koch (GER)                    | 100.               |
| 45                 | Florian Lipowitz (GER)              | DNS-6              |
| 46                 | Ryan Mullen (IRL) (enkeltstart)     | 131.               |
| 47                 | Maximilian Schachmann (GER)         | 45.                |
| 48                 | Danny van Poppel (NED)              | DNS-16             |

| Cofidis COF | Cofidis COF                 | Cofidis COF |
| ----------- | --------------------------- | ----------- |
| Nr.         | Rytter                      | Placering   |
| 51          | Stefano Oldani (ITA)        | DNS-11      |
| 52          | Stanisław Aniołkowski (POL) | 129.        |
| 53          | Nicolas Debeaumarché (FRA)  | 114.        |
| 54          | Thomas Champion (FRA)       | 55.         |
| 55          | Rubén Fernández (ESP)       | 54.         |
| 56          | Simon Geschke (GER)         | 14.         |
| 57          | Benjamin Thomas (FRA)       | DNF-16      |
| 58          | Harrison Wood (GBR)         | 66.         |

| Decathlon-AG2R La Mondiale DAT | Decathlon-AG2R La Mondiale DAT | Decathlon-AG2R La Mondiale DAT |
| ------------------------------ | ------------------------------ | ------------------------------ |
| Nr.                            | Rytter                         | Placering                      |
| 61                             | Ben O'Connor (AUS)             | 4.                             |
| 62                             | Alex Baudin (FRA)              | 21.                            |
| 63                             | Aurélien Paret-Peintre (FRA)   | 26.                            |
| 64                             | Valentin Paret-Peintre (FRA)   | 16.                            |
| 65                             | Damien Touzé (FRA)             | 69.                            |
| 66                             | Bastien Tronchon (FRA)         | 88.                            |
| 67                             | Andrea Vendrame (ITA)          | 46.                            |
| 68                             | Larry Warbasse (USA)           | 37.                            |

| EF Education-EasyPost EFE | EF Education-EasyPost EFE        | EF Education-EasyPost EFE |
| ------------------------- | -------------------------------- | ------------------------- |
| Nr.                       | Rytter                           | Placering                 |
| 71                        | Esteban Chaves (COL)             | 35.                       |
| 72                        | Jefferson Alexander Cepeda (ECU) | 71.                       |
| 73                        | Stefan de Bod (RSA)              | 80.                       |
| 74                        | Simon Carr (GBR)                 | DNF-3                     |
| 75                        | Mikkel Honoré (DEN)              | 62.                       |
| 76                        | Andrea Piccolo (ITA)             | DNF-19                    |
| 77                        | Georg Steinhauser (GER)          | 33.                       |
| 78                        | Michael Valgren (DEN)            | 38.                       |

| Groupama-FDJ GFC | Groupama-FDJ GFC      | Groupama-FDJ GFC |
| ---------------- | --------------------- | ---------------- |
| Nr.              | Rytter                | Placering        |
| 81               | Laurence Pithie (NZL) | 103.             |
| 82               | Lewis Askey (GBR)     | 93.              |
| 83               | Cyril Barthe (FRA)    | 72.              |
| 84               | Clément Davy (FRA)    | DNF-15           |
| 85               | Lorenzo Germani (ITA) | 87.              |
| 86               | Olivier Le Gac (FRA)  | 133.             |
| 87               | Fabian Lienhard (SUI) | 139.             |
| 88               | Enzo Paleni (FRA)     | 56.              |

| Intermarché-Wanty IWA | Intermarché-Wanty IWA             | Intermarché-Wanty IWA |
| --------------------- | --------------------------------- | --------------------- |
| Nr.                   | Rytter                            | Placering             |
| 91                    | Biniam Girmay (ERI) (enkeltstart) | DNF-4                 |
| 92                    | Lilian Calmejane (FRA)            | 42.                   |
| 93                    | Kevin Colleoni (ITA)              | 98.                   |
| 94                    | Dries De Pooter (BEL)             | 106.                  |
| 95                    | Madis Mihkels (EST)               | 112.                  |
| 96                    | Adrien Petit (FRA)                | DNF-5                 |
| 97                    | Dion Smith (NZL)                  | 89.                   |
| 98                    | Roel van Sintmaartensdijk (NED)   | 104.                  |

| Israel-Premier Tech IPT | Israel-Premier Tech IPT | Israel-Premier Tech IPT |
| ----------------------- | ----------------------- | ----------------------- |
| Nr.                     | Rytter                  | Placering               |
| 101                     | Michael Woods (CAN)     | DNS-6                   |
| 102                     | Simon Clarke (AUS)      | 97.                     |
| 103                     | Marco Frigo (ITA)       | 44.                     |
| 104                     | Hugo Hofstetter (FRA)   | 126.                    |
| 105                     | Riley Pickrell (CAN)    | DNS-6                   |
| 106                     | Nadav Raisberg (ISR)    | DNS-6                   |
| 107                     | Nick Schultz (AUS)      | DNS-19                  |
| 109                     | Ethan Vernon (GBR)      | DNS-10                  |

| Lidl-Trek LTK | Lidl-Trek LTK                 | Lidl-Trek LTK |
| ------------- | ----------------------------- | ------------- |
| Nr.           | Rytter                        | Placering     |
| 111           | Jonathan Milan (ITA)          | 118.          |
| 112           | Andrea Bagioli (ITA)          | 65.           |
| 113           | Simone Consonni (ITA)         | 123.          |
| 114           | Amanuel Ghebreigzabhier (ERI) | 63.           |
| 115           | Daan Hoole (NED)              | 132.          |
| 116           | Juan Pedro López (ESP)        | 39.           |
| 117           | Jasper Stuyven (BEL)          | 92.           |
| 118           | Edward Theuns (BEL)           | 113.          |

| Movistar Team MOV | Movistar Team MOV      | Movistar Team MOV |
| ----------------- | ---------------------- | ----------------- |
| Nr.               | Rytter                 | Placering         |
| 121               | Nairo Quintana (COL)   | 19.               |
| 122               | Albert Torres (ESP)    | 68.               |
| 123               | Will Barta (USA)       | 50.               |
| 124               | Davide Cimolai (ITA)   | 134.              |
| 125               | Fernando Gaviria (COL) | 137.              |
| 126               | Lorenzo Milesi (ITA)   | 85.               |
| 127               | Einer Rubio (COL)      | 7.                |
| 128               | Pelayo Sánchez (ESP)   | 40.               |

| Soudal Quick-Step SOQ | Soudal Quick-Step SOQ    | Soudal Quick-Step SOQ |
| --------------------- | ------------------------ | --------------------- |
| Nr.                   | Rytter                   | Placering             |
| 131                   | Julian Alaphilippe (FRA) | 48.                   |
| 132                   | Josef Černý (CZE)        | 141.                  |
| 133                   | Jan Hirt (CZE)           | 8.                    |
| 134                   | Luke Lamperti (USA)      | 117.                  |
| 135                   | Tim Merlier (BEL)        | 138.                  |
| 136                   | Pieter Serry (BEL)       | 78.                   |
| 137                   | Bert Van Lerberghe (BEL) | 135.                  |
| 138                   | Mauri Vansevenant (BEL)  | 30.                   |

| Team dsm-firmenich PostNL DFP | Team dsm-firmenich PostNL DFP | Team dsm-firmenich PostNL DFP |
| ----------------------------- | ----------------------------- | ----------------------------- |
| Nr.                           | Rytter                        | Placering                     |
| 141                           | Romain Bardet (FRA)           | 9.                            |
| 142                           | Tobias Lund Andresen (DEN)    | 140.                          |
| 143                           | Chris Hamilton (AUS)          | 36.                           |
| 144                           | Fabio Jakobsen (NED)          | DNS-12                        |
| 145                           | Gijs Leemreize (NED)          | 43.                           |
| 146                           | Julius van den Berg (NED)     | DNF-16                        |
| 147                           | Kevin Vermaerke (USA)         | 29.                           |
| 148                           | Bram Welten (NED)             | DNS-4                         |

| Team Jayco AlUla JAY | Team Jayco AlUla JAY                       | Team Jayco AlUla JAY |
| -------------------- | ------------------------------------------ | -------------------- |
| Nr.                  | Rytter                                     | Placering            |
| 151                  | Alessandro De Marchi (ITA)                 | 51.                  |
| 152                  | Eddie Dunbar (IRL)                         | DNS-3                |
| 153                  | Caleb Ewan (AUS)                           | 120.                 |
| 154                  | Michael Hepburn (AUS)                      | 115.                 |
| 155                  | Luka Mezgec (SLO)                          | DNS-14               |
| 156                  | Luke Plapp (AUS) (landevej og enkeltstart) | 52.                  |
| 157                  | Max Walscheid (GER)                        | 127.                 |
| 158                  | Filippo Zana (ITA)                         | 11.                  |

| Team Polti Kometa PTK | Team Polti Kometa PTK  | Team Polti Kometa PTK |
| --------------------- | ---------------------- | --------------------- |
| Nr.                   | Rytter                 | Placering             |
| 161                   | Matteo Fabbro (ITA)    | 94.                   |
| 162                   | Davide Bais (ITA)      | 76.                   |
| 163                   | Mattia Bais (ITA)      | 61.                   |
| 164                   | Giovanni Lonardi (ITA) | 128.                  |
| 165                   | Mirco Maestri (ITA)    | 60.                   |
| 166                   | Andrea Pietrobon (ITA) | 109.                  |
| 167                   | Davide Piganzoli (ITA) | 13.                   |
| 168                   | Francisco Muñoz (ESP)  | 122.                  |

| Team Visma \| Lease a Bike TVL | Team Visma \| Lease a Bike TVL                | Team Visma \| Lease a Bike TVL |
| ------------------------------ | --------------------------------------------- | ------------------------------ |
| Nr.                            | Rytter                                        | Placering                      |
| 171                            | Christophe Laporte (FRA) (landevej)           | DNS-8                          |
| 172                            | Edoardo Affini (ITA)                          | 130.                           |
| 173                            | Tim van Dijke (NED)                           | 105.                           |
| 174                            | Robert Gesink (NED)                           | DNS-2                          |
| 175                            | Olav Kooij (NED)                              | DNS-10                         |
| 176                            | Jan Tratnik (SLO)                             | 34.                            |
| 177                            | Cian Uijtdebroeks (BEL)                       | DNS-11                         |
| 178                            | Attila Valter (HUN) (landevej og enkeltstart) | 22.                            |

| Tudor Pro Cycling Team TUD | Tudor Pro Cycling Team TUD | Tudor Pro Cycling Team TUD |
| -------------------------- | -------------------------- | -------------------------- |
| Nr.                        | Rytter                     | Placering                  |
| 181                        | Matteo Trentin (ITA)       | 82.                        |
| 182                        | Alberto Dainese (ITA)      | 116.                       |
| 183                        | Robin Froidevaux (SUI)     | 136.                       |
| 184                        | Alexander Kamp (DEN)       | 110.                       |
| 185                        | Alexander Krieger (GER)    | DNF-9                      |
| 186                        | Marius Mayrhofer (GER)     | DNS-10                     |
| 187                        | Michael Storer (AUS)       | 10.                        |
| 188                        | Florian Stork (GER)        | 74.                        |

| UAE Team Emirates UAD | UAE Team Emirates UAD                         | UAE Team Emirates UAD |
| --------------------- | --------------------------------------------- | --------------------- |
| Nr.                   | Rytter                                        | Placering             |
| 191                   | Tadej Pogačar (SLO) (landevej og enkeltstart) | 1.                    |
| 192                   | Rui Oliveira (POR)                            | 121.                  |
| 193                   | Mikkel Bjerg (DEN)                            | 108.                  |
| 194                   | Felix Großschartner (AUT)                     | 31.                   |
| 195                   | Vegard Stake Laengen (NOR)                    | 75.                   |
| 196                   | Rafał Majka (POL)                             | 15.                   |
| 197                   | Sebastián Molano (COL)                        | 125.                  |
| 198                   | Domen Novak (SLO)                             | 67.                   |

| VF Group-Bardiani CSF-Faizanè VBF | VF Group-Bardiani CSF-Faizanè VBF | VF Group-Bardiani CSF-Faizanè VBF |
| --------------------------------- | --------------------------------- | --------------------------------- |
| Nr.                               | Rytter                            | Placering                         |
| 201                               | Domenico Pozzovivo (ITA)          | 20.                               |
| 202                               | Luca Covili (ITA)                 | 18.                               |
| 203                               | Filippo Fiorelli (ITA)            | 77.                               |
| 204                               | Martin Marcellusi (ITA)           | 99.                               |
| 205                               | Manuele Tarozzi (ITA)             | 102.                              |
| 206                               | Giulio Pellizzari (ITA)           | 49.                               |
| 207                               | Alessandro Tonelli (ITA)          | 41.                               |
| 208                               | Enrico Zanoncello (ITA)           | 124.                              |

| Bahrain Victorious TBV | Bahrain Victorious TBV  | Bahrain Victorious TBV |
| ---------------------- | ----------------------- | ---------------------- |
| Nr.                    | Rytter                  | Placering              |
| 211                    | Antonio Tiberi (ITA)    | 4.                     |
| 212                    | Rainer Kepplinger (AUT) | 64.                    |
| 213                    | Phil Bauhaus (GER)      | DNS-14                 |
| 214                    | Damiano Caruso (ITA)    | 17.                    |
| 215                    | Andrea Pasqualon (ITA)  | 81.                    |
| 216                    | Edoardo Zambanini (ITA) | 27.                    |
| 217                    | Jasha Sütterlin (GER)   | 57.                    |
| 218                    | Torstein Træen (NOR)    | DNF-4                  |

| Ineos Grenadiers IGD | Ineos Grenadiers IGD              | Ineos Grenadiers IGD |
| -------------------- | --------------------------------- | -------------------- |
| Nr.                  | Rytter                            | Placering            |
| 1                    | Geraint Thomas (GBR)              | 3.                   |
| 2                    | Thymen Arensman (NED)             | 6.                   |
| 3                    | Tobias Foss (NOR)                 | 79.                  |
| 4                    | Filippo Ganna (ITA) (enkeltstart) | 101.                 |
| 5                    | Jhonatan Narváez (ECU) (landevej) | 28.                  |
| 6                    | Magnus Sheffield (USA)            | 59.                  |
| 7                    | Ben Swift (GBR)                   | 58.                  |
| 8                    | Connor Swift (GBR)                | 83.                  |

| Alpecin-Deceuninck ADC | Alpecin-Deceuninck ADC      | Alpecin-Deceuninck ADC |
| ---------------------- | --------------------------- | ---------------------- |
| Nr.                    | Rytter                      | Placering              |
| 11                     | Kaden Groves (AUS)          | 91.                    |
| 12                     | Tobias Bayer (AUT)          | 96.                    |
| 13                     | Nicola Conci (ITA)          | 23.                    |
| 14                     | Quinten Hermans (BEL)       | 53.                    |
| 15                     | Jimmy Janssens (BEL)        | 84.                    |
| 16                     | Timo Kielich (BEL)          | 111.                   |
| 17                     | Edward Planckaert (BEL)     | 95.                    |
| 18                     | Fabio Van den Bossche (BEL) | 107.                   |

| Arkéa-B&B Hotels ARK | Arkéa-B&B Hotels ARK   | Arkéa-B&B Hotels ARK |
| -------------------- | ---------------------- | -------------------- |
| Nr.                  | Rytter                 | Placering            |
| 21                   | Jenthe Biermans (BEL)  | DNS-16               |
| 22                   | Louis Barré (FRA)      | DNS-11               |
| 23                   | Ewen Costiou (FRA)     | 90.                  |
| 24                   | David Dekker (NED)     | DNF-17               |
| 25                   | Donavan Grondin (FRA)  | 119.                 |
| 26                   | Michel Ries (LUX)      | 25.                  |
| 27                   | Alan Riou (FRA)        | 142.                 |
| 28                   | Alessandro Verre (ITA) | 73.                  |

| Astana Qazaqstan Team AST | Astana Qazaqstan Team AST                        | Astana Qazaqstan Team AST |
| ------------------------- | ------------------------------------------------ | ------------------------- |
| Nr.                       | Rytter                                           | Placering                 |
| 31                        | Aleksej Lutsenko (KAZ) (landevej og enkeltstart) | DNS-9                     |
| 32                        | Davide Ballerini (ITA)                           | 70.                       |
| 33                        | Lorenzo Fortunato (ITA)                          | 12.                       |
| 34                        | Max Kanter (GER)                                 | DNS-10                    |
| 35                        | Henok Mulubrhan (ERI) (landevej)                 | 47.                       |
| 36                        | Vadim Pronskij (KAZ)                             | DNS-15                    |
| 37                        | Cristian Scaroni (ITA)                           | DNS-18                    |
| 38                        | Simone Velasco (ITA) (landevej)                  | 32.                       |

| Bora-Hansgrohe BOH | Bora-Hansgrohe BOH                  | Bora-Hansgrohe BOH |
| ------------------ | ----------------------------------- | ------------------ |
| Nr.                | Rytter                              | Placering          |
| 41                 | Daniel Martínez (COL) (enkeltstart) | 2.                 |
| 42                 | Giovanni Aleotti (ITA)              | 24.                |
| 43                 | Patrick Gamper (AUT)                | 86.                |
| 44                 | Jonas Koch (GER)                    | 100.               |
| 45                 | Florian Lipowitz (GER)              | DNS-6              |
| 46                 | Ryan Mullen (IRL) (enkeltstart)     | 131.               |
| 47                 | Maximilian Schachmann (GER)         | 45.                |
| 48                 | Danny van Poppel (NED)              | DNS-16             |

| Cofidis COF | Cofidis COF                 | Cofidis COF |
| ----------- | --------------------------- | ----------- |
| Nr.         | Rytter                      | Placering   |
| 51          | Stefano Oldani (ITA)        | DNS-11      |
| 52          | Stanisław Aniołkowski (POL) | 129.        |
| 53          | Nicolas Debeaumarché (FRA)  | 114.        |
| 54          | Thomas Champion (FRA)       | 55.         |
| 55          | Rubén Fernández (ESP)       | 54.         |
| 56          | Simon Geschke (GER)         | 14.         |
| 57          | Benjamin Thomas (FRA)       | DNF-16      |
| 58          | Harrison Wood (GBR)         | 66.         |

| Decathlon-AG2R La Mondiale DAT | Decathlon-AG2R La Mondiale DAT | Decathlon-AG2R La Mondiale DAT |
| ------------------------------ | ------------------------------ | ------------------------------ |
| Nr.                            | Rytter                         | Placering                      |
| 61                             | Ben O'Connor (AUS)             | 4.                             |
| 62                             | Alex Baudin (FRA)              | 21.                            |
| 63                             | Aurélien Paret-Peintre (FRA)   | 26.                            |
| 64                             | Valentin Paret-Peintre (FRA)   | 16.                            |
| 65                             | Damien Touzé (FRA)             | 69.                            |
| 66                             | Bastien Tronchon (FRA)         | 88.                            |
| 67                             | Andrea Vendrame (ITA)          | 46.                            |
| 68                             | Larry Warbasse (USA)           | 37.                            |

| EF Education-EasyPost EFE | EF Education-EasyPost EFE        | EF Education-EasyPost EFE |
| ------------------------- | -------------------------------- | ------------------------- |
| Nr.                       | Rytter                           | Placering                 |
| 71                        | Esteban Chaves (COL)             | 35.                       |
| 72                        | Jefferson Alexander Cepeda (ECU) | 71.                       |
| 73                        | Stefan de Bod (RSA)              | 80.                       |
| 74                        | Simon Carr (GBR)                 | DNF-3                     |
| 75                        | Mikkel Honoré (DEN)              | 62.                       |
| 76                        | Andrea Piccolo (ITA)             | DNF-19                    |
| 77                        | Georg Steinhauser (GER)          | 33.                       |
| 78                        | Michael Valgren (DEN)            | 38.                       |

| Groupama-FDJ GFC | Groupama-FDJ GFC      | Groupama-FDJ GFC |
| ---------------- | --------------------- | ---------------- |
| Nr.              | Rytter                | Placering        |
| 81               | Laurence Pithie (NZL) | 103.             |
| 82               | Lewis Askey (GBR)     | 93.              |
| 83               | Cyril Barthe (FRA)    | 72.              |
| 84               | Clément Davy (FRA)    | DNF-15           |
| 85               | Lorenzo Germani (ITA) | 87.              |
| 86               | Olivier Le Gac (FRA)  | 133.             |
| 87               | Fabian Lienhard (SUI) | 139.             |
| 88               | Enzo Paleni (FRA)     | 56.              |

| Intermarché-Wanty IWA | Intermarché-Wanty IWA             | Intermarché-Wanty IWA |
| --------------------- | --------------------------------- | --------------------- |
| Nr.                   | Rytter                            | Placering             |
| 91                    | Biniam Girmay (ERI) (enkeltstart) | DNF-4                 |
| 92                    | Lilian Calmejane (FRA)            | 42.                   |
| 93                    | Kevin Colleoni (ITA)              | 98.                   |
| 94                    | Dries De Pooter (BEL)             | 106.                  |
| 95                    | Madis Mihkels (EST)               | 112.                  |
| 96                    | Adrien Petit (FRA)                | DNF-5                 |
| 97                    | Dion Smith (NZL)                  | 89.                   |
| 98                    | Roel van Sintmaartensdijk (NED)   | 104.                  |

| Israel-Premier Tech IPT | Israel-Premier Tech IPT | Israel-Premier Tech IPT |
| ----------------------- | ----------------------- | ----------------------- |
| Nr.                     | Rytter                  | Placering               |
| 101                     | Michael Woods (CAN)     | DNS-6                   |
| 102                     | Simon Clarke (AUS)      | 97.                     |
| 103                     | Marco Frigo (ITA)       | 44.                     |
| 104                     | Hugo Hofstetter (FRA)   | 126.                    |
| 105                     | Riley Pickrell (CAN)    | DNS-6                   |
| 106                     | Nadav Raisberg (ISR)    | DNS-6                   |
| 107                     | Nick Schultz (AUS)      | DNS-19                  |
| 109                     | Ethan Vernon (GBR)      | DNS-10                  |

| Lidl-Trek LTK | Lidl-Trek LTK                 | Lidl-Trek LTK |
| ------------- | ----------------------------- | ------------- |
| Nr.           | Rytter                        | Placering     |
| 111           | Jonathan Milan (ITA)          | 118.          |
| 112           | Andrea Bagioli (ITA)          | 65.           |
| 113           | Simone Consonni (ITA)         | 123.          |
| 114           | Amanuel Ghebreigzabhier (ERI) | 63.           |
| 115           | Daan Hoole (NED)              | 132.          |
| 116           | Juan Pedro López (ESP)        | 39.           |
| 117           | Jasper Stuyven (BEL)          | 92.           |
| 118           | Edward Theuns (BEL)           | 113.          |

| Movistar Team MOV | Movistar Team MOV      | Movistar Team MOV |
| ----------------- | ---------------------- | ----------------- |
| Nr.               | Rytter                 | Placering         |
| 121               | Nairo Quintana (COL)   | 19.               |
| 122               | Albert Torres (ESP)    | 68.               |
| 123               | Will Barta (USA)       | 50.               |
| 124               | Davide Cimolai (ITA)   | 134.              |
| 125               | Fernando Gaviria (COL) | 137.              |
| 126               | Lorenzo Milesi (ITA)   | 85.               |
| 127               | Einer Rubio (COL)      | 7.                |
| 128               | Pelayo Sánchez (ESP)   | 40.               |

| Soudal Quick-Step SOQ | Soudal Quick-Step SOQ    | Soudal Quick-Step SOQ |
| --------------------- | ------------------------ | --------------------- |
| Nr.                   | Rytter                   | Placering             |
| 131                   | Julian Alaphilippe (FRA) | 48.                   |
| 132                   | Josef Černý (CZE)        | 141.                  |
| 133                   | Jan Hirt (CZE)           | 8.                    |
| 134                   | Luke Lamperti (USA)      | 117.                  |
| 135                   | Tim Merlier (BEL)        | 138.                  |
| 136                   | Pieter Serry (BEL)       | 78.                   |
| 137                   | Bert Van Lerberghe (BEL) | 135.                  |
| 138                   | Mauri Vansevenant (BEL)  | 30.                   |

| Team dsm-firmenich PostNL DFP | Team dsm-firmenich PostNL DFP | Team dsm-firmenich PostNL DFP |
| ----------------------------- | ----------------------------- | ----------------------------- |
| Nr.                           | Rytter                        | Placering                     |
| 141                           | Romain Bardet (FRA)           | 9.                            |
| 142                           | Tobias Lund Andresen (DEN)    | 140.                          |
| 143                           | Chris Hamilton (AUS)          | 36.                           |
| 144                           | Fabio Jakobsen (NED)          | DNS-12                        |
| 145                           | Gijs Leemreize (NED)          | 43.                           |
| 146                           | Julius van den Berg (NED)     | DNF-16                        |
| 147                           | Kevin Vermaerke (USA)         | 29.                           |
| 148                           | Bram Welten (NED)             | DNS-4                         |

| Team Jayco AlUla JAY | Team Jayco AlUla JAY                       | Team Jayco AlUla JAY |
| -------------------- | ------------------------------------------ | -------------------- |
| Nr.                  | Rytter                                     | Placering            |
| 151                  | Alessandro De Marchi (ITA)                 | 51.                  |
| 152                  | Eddie Dunbar (IRL)                         | DNS-3                |
| 153                  | Caleb Ewan (AUS)                           | 120.                 |
| 154                  | Michael Hepburn (AUS)                      | 115.                 |
| 155                  | Luka Mezgec (SLO)                          | DNS-14               |
| 156                  | Luke Plapp (AUS) (landevej og enkeltstart) | 52.                  |
| 157                  | Max Walscheid (GER)                        | 127.                 |
| 158                  | Filippo Zana (ITA)                         | 11.                  |

| Team Polti Kometa PTK | Team Polti Kometa PTK  | Team Polti Kometa PTK |
| --------------------- | ---------------------- | --------------------- |
| Nr.                   | Rytter                 | Placering             |
| 161                   | Matteo Fabbro (ITA)    | 94.                   |
| 162                   | Davide Bais (ITA)      | 76.                   |
| 163                   | Mattia Bais (ITA)      | 61.                   |
| 164                   | Giovanni Lonardi (ITA) | 128.                  |
| 165                   | Mirco Maestri (ITA)    | 60.                   |
| 166                   | Andrea Pietrobon (ITA) | 109.                  |
| 167                   | Davide Piganzoli (ITA) | 13.                   |
| 168                   | Francisco Muñoz (ESP)  | 122.                  |

| Team Visma \| Lease a Bike TVL | Team Visma \| Lease a Bike TVL                | Team Visma \| Lease a Bike TVL |
| ------------------------------ | --------------------------------------------- | ------------------------------ |
| Nr.                            | Rytter                                        | Placering                      |
| 171                            | Christophe Laporte (FRA) (landevej)           | DNS-8                          |
| 172                            | Edoardo Affini (ITA)                          | 130.                           |
| 173                            | Tim van Dijke (NED)                           | 105.                           |
| 174                            | Robert Gesink (NED)                           | DNS-2                          |
| 175                            | Olav Kooij (NED)                              | DNS-10                         |
| 176                            | Jan Tratnik (SLO)                             | 34.                            |
| 177                            | Cian Uijtdebroeks (BEL)                       | DNS-11                         |
| 178                            | Attila Valter (HUN) (landevej og enkeltstart) | 22.                            |

| Tudor Pro Cycling Team TUD | Tudor Pro Cycling Team TUD | Tudor Pro Cycling Team TUD |
| -------------------------- | -------------------------- | -------------------------- |
| Nr.                        | Rytter                     | Placering                  |
| 181                        | Matteo Trentin (ITA)       | 82.                        |
| 182                        | Alberto Dainese (ITA)      | 116.                       |
| 183                        | Robin Froidevaux (SUI)     | 136.                       |
| 184                        | Alexander Kamp (DEN)       | 110.                       |
| 185                        | Alexander Krieger (GER)    | DNF-9                      |
| 186                        | Marius Mayrhofer (GER)     | DNS-10                     |
| 187                        | Michael Storer (AUS)       | 10.                        |
| 188                        | Florian Stork (GER)        | 74.                        |

| UAE Team Emirates UAD | UAE Team Emirates UAD                         | UAE Team Emirates UAD |
| --------------------- | --------------------------------------------- | --------------------- |
| Nr.                   | Rytter                                        | Placering             |
| 191                   | Tadej Pogačar (SLO) (landevej og enkeltstart) | 1.                    |
| 192                   | Rui Oliveira (POR)                            | 121.                  |
| 193                   | Mikkel Bjerg (DEN)                            | 108.                  |
| 194                   | Felix Großschartner (AUT)                     | 31.                   |
| 195                   | Vegard Stake Laengen (NOR)                    | 75.                   |
| 196                   | Rafał Majka (POL)                             | 15.                   |
| 197                   | Sebastián Molano (COL)                        | 125.                  |
| 198                   | Domen Novak (SLO)                             | 67.                   |

| VF Group-Bardiani CSF-Faizanè VBF | VF Group-Bardiani CSF-Faizanè VBF | VF Group-Bardiani CSF-Faizanè VBF |
| --------------------------------- | --------------------------------- | --------------------------------- |
| Nr.                               | Rytter                            | Placering                         |
| 201                               | Domenico Pozzovivo (ITA)          | 20.                               |
| 202                               | Luca Covili (ITA)                 | 18.                               |
| 203                               | Filippo Fiorelli (ITA)            | 77.                               |
| 204                               | Martin Marcellusi (ITA)           | 99.                               |
| 205                               | Manuele Tarozzi (ITA)             | 102.                              |
| 206                               | Giulio Pellizzari (ITA)           | 49.                               |
| 207                               | Alessandro Tonelli (ITA)          | 41.                               |
| 208                               | Enrico Zanoncello (ITA)           | 124.                              |

| Bahrain Victorious TBV | Bahrain Victorious TBV  | Bahrain Victorious TBV |
| ---------------------- | ----------------------- | ---------------------- |
| Nr.                    | Rytter                  | Placering              |
| 211                    | Antonio Tiberi (ITA)    | 4.                     |
| 212                    | Rainer Kepplinger (AUT) | 64.                    |
| 213                    | Phil Bauhaus (GER)      | DNS-14                 |
| 214                    | Damiano Caruso (ITA)    | 17.                    |
| 215                    | Andrea Pasqualon (ITA)  | 81.                    |
| 216                    | Edoardo Zambanini (ITA) | 27.                    |
| 217                    | Jasha Sütterlin (GER)   | 57.                    |
| 218                    | Torstein Træen (NOR)    | DNF-4                  |